# テイサム・ヒル
テイサム・ショウン・ヒル（Taysom Shawn Hill、1990年8月23日- ）は、アメリカ合衆国アイダホ州ポカテッロ出身のアメリカンフットボール選手。現在、NFLのニューオーリンズ・セインツに所属している。ポジションはクォーターバック（QB）だが、ユーティリティプレイヤーとして様々なポジションで起用されている。2022年シーズンはタイトエンド（TE）にコンバートされたが、やはりQBなどさまざまな役割で起用され、2023年には再度クォーターバック登録となった。
2021年までは公式のデプスチャートには控えQBとして記載されていたが、タイトエンド（TE）、ワイドレシーバー（WR）、ハーフバック、フルバック（HB, FB）を始め様々なオフェンスポジションでプレイに参加しており、ガンナー、パントリターナー（PR）などとして攻守両方のスペシャルチームでもプレイをする。適応力の高さから、NFLでも最も個性的な選手の一人とも評されている。メディアからは「人間スイス・アーミーナイフ」の呼び名をつけられた。 2020年のシーズンには初めて先発QBとして起用され、4試合を3勝1敗で乗り切り、ドリュー・ブリーズの負傷欠場の穴を埋めた。

## 経歴

### 幼少期から高校時代
ヒルはアイダホ州のポカテッロで生まれ育った。ハイランド高校ではフットボール、バスケットボールと陸上競技で活躍し2009年に卒業した。最終学年である4年次には、パスで2,269ヤード18タッチダウン、ランで1,491ヤード24タッチダウンを記録し、州の最優秀選手、ゲータレード最優秀高校生選手、アイダホ州オールファーストチームに選ばれた。ヒルは同高校での単年と通算両方でのオフェンスの最高記録を持っている。
陸上選手としては200m走と走幅跳に取り組んだ。高校2年次には地区の競技会の200m走で自己ベストとなる22.5秒で3位となった。また800mリレーではアンカーとして1分31秒41の記録でチームを優勝に導いた。4年次には同じ大会で走幅跳で6.85mを出して優勝した。

### 大学時代
2009年の高校卒業に際し、アリゾナ大学、ボイシ州立大学、オレゴン州立大学、ワシントン州立大学、ユタ大学、スタンフォード大学、ブリガムヤング大学などのアメリカ西部の大学から勧誘を受けた。
スタンフォード大学のヘッドコーチ、ジム・ハーボーの熱心な勧誘により当初はスタンフォードへの進学に傾いた。しかしモルモン教徒としての布教活動中に、スタンフォードは6月まで新入生がチームに参加することを認めないことを知らされると、最終的にブリガムヤング大学への入学を決意した。
1年次の2012年シーズン、ヒルは第2QBとなった。当初は彼の運動神経を活かしたショートヤード用の特別なフォーメーションで起用された。大学時代の最初のプレイはホーム開幕戦となったワシントン州立大学戦での18ヤードタッチダウンパスだった。2012年はユタ州立大学戦での試合終了間際の膝の怪我でシーズン絶望となるまで、6試合に出場、そのうち2試合で先発した。
2013年になるとヒルは先発QBを務めた。開幕戦のバージニア大学との試合は、16-19の接戦で落としたが、翌週のテキサス大学戦ではランで259ヤード3タッチダウンを稼ぎ、40-21で勝利した。
2014年は10月3日のユタ州立大学戦で足を骨折しシーズンを終えた。BYUとしてはこの試合がシーズン初敗北となった。
2015年は序盤から怪我に苦しめられた。9月5日の開幕戦となるネブラスカ大学戦でリスフラン骨折を負った。試合後、ヘッドコーチのブロンコ・メンデンホールはシーズン中のヒルの復帰はないだろうと発表した。
その結果2015年は一年間登録を外され、2016年に最終年をプレイすることが可能になった。2016年2月16日、ヒルは他大学に編入するのではなくBYUで2016年もプレイする声明を出した。同年8月23日ヒルの怪我のあと先発QBを務めていた2年生のタナー・マンガムに替わって先発QBに指名された。ヒルは背番号を4から兄のデクスターが着けていた7に変更した。
2016年11月26日同州のライバルであるユタ州立大学戦の第4Qに、肘に過伸展損傷の怪我をし、またもシーズンを終えた。
BYUで行われたプロデイでヒルは驚異的な身体能力を見せた。2017年のNFLスカウティングコンバインではQBのなかでトップとなる40ヤード走4.44秒、垂直跳びで38.5インチを記録した。

#### 大学時代の通算成績
| 年度 | チーム | 試合 | パス      | パス      | パス      | パス        | パス             | パス | パス | パス          | ラン | ラン        | ラン             | ラン |
| 年度 | チーム | 出場 | 成功 回数 | 試投 回数 | 成功 確率 | 獲得 ヤード | 平均 獲得 ヤード | TD   | Int  | レイテ ィング | 回数 | 獲得 ヤード | 平均 獲得 ヤード | TD   |
| ---- | ------ | ---- | --------- | --------- | --------- | ----------- | ---------------- | ---- | ---- | ------------- | ---- | ----------- | ---------------- | ---- |
| 2012 | BYU    | 6    | 42        | 71        | 59.2      | 425         | 6.0              | 4    | 2    | 122.4         | 55   | 336         | 6.1              | 4    |
| 2013 | BYU    | 13   | 236       | 438       | 53.9      | 2,938       | 6.7              | 19   | 14   | 118.1         | 246  | 1344        | 5.5              | 10   |
| 2014 | BYU    | 5    | 88        | 132       | 66.7      | 975         | 7.4              | 7    | 3    | 141.7         | 87   | 460         | 5.3              | 8    |
| 2015 | BYU    | 1    | 21        | 34        | 61.8      | 268         | 7.9              | 1    | 1    | 131.8         | 9    | 72          | 8.0              | 2    |
| 2016 | BYU    | 12   | 222       | 372       | 59.7      | 2323        | 6.2              | 12   | 11   | 116.9         | 137  | 603         | 4.4              | 8    |
| 計   | 計     | 37   | 609       | 1047      | 58.2      | 6,929       | 6.6              | 43   | 31   | 121.4         | 534  | 2,815       | 5.3              | 32   |

### グリーンベイ・パッカーズ

パッカーズ時代のヒル

ヒルは2017年のNFLドラフトでは指名されなかったが、5月5日にフリーエージェントとしてグリーンベイ・パッカーズと契約した。プレシーズンゲームで3試合に出場、パスで20回中14回成功、2タッチダウン、ランでも1タッチダウンを記録した。しかし9月2日にウェイバーとなった。

### ニューオーリンズ・セインツ

#### 2017年
2017年9月3日、ニューオーリンズ・セインツと契約を結んだ。12月3日にアクティブロースター入りすると、カロライナ・パンサーズ戦でスペシャルチームとして12プレーに出場、パンサーズのキックリターナー、フォジー・ウィットテイカーに対して2タックルを記録した。

#### 2018年
2018年、第3QBとしてシーズンに臨んだが実際にはシーズンを通して、先発キックリターナーを含む様々なポジションで起用された。
9月16日のクリーブランド・ブラウンズ戦では、47ヤードのキックリターンを記録した。翌週のアトランタ・ファルコンズ戦では3回のキックリターンで64ヤードを稼ぎ、パントカバーではタックルを決めた。オフェンスでは3回のランで39ヤードを獲得した。またブロッキグングタイトエンドとしても起用された。9月30日のニューヨーク・ジャイアンツ戦では、パント体型からのフェイクプレイでNFLキャリア初となる10ヤードのパスを成功させた。また4回のランで28ヤードを獲得、レシーバー、キックリターナーとしても出場した。ワシントン・レッドスキンズ戦では、キャリア初TDランを含む5回24ヤードを走り、43-19の勝利に貢献した。10月28日のサンデーナイトフットボール、ミネソタ・バイキングス戦では、マイケル・トーマスに44ヤードのパスを通した。これがチーム最初のTDに繋がり、試合は30-20で勝利した。第14週のタンパベイ・バッカニアーズ戦では、ブライアン・アンガーのパントをブロックした。このプレイが逆転TDに繋がり、この勝利によりセインツはNFC南地区優勝を決めた。ヒルはこの週のNFCの最優秀スペシャルチーム選手に選出された。
このシーズン、ヒルは37回のランで196ヤード、2タッチダウン、3回のレシーブで4ヤード、パスでは64ヤード、1インターセプトだった。加えてキックリターンでは14回のキックリターンで348ヤード（平均24.86ヤード）の成績を残した。
ディビジョナルプレーオフのフィラデルフィア・イーグルス戦では、パント体型からのフェイクランでファーストダウンを獲得したが、このプレイが逆転勝利へのきっかけとなった。ロサンゼルス・ラムズとのNFCチャンピオンシップゲームではTDレシーブをあげたが、延長の末26-23で敗れた。

#### 2019年
2019年第1週のヒューストン・テキサンズ戦で、ランで2回8ヤードを獲得するとともに、9ヤードのTDパスを捕球、チームは30-28で勝利した。第7週のシカゴ・ベアーズ戦では2回21ヤードを走った。また4ヤードのスクリーンパスでレシーブTDを挙げ、36-25で勝利した。ドリュー・ブリーズが怪我から復帰したアリゾナ・カージナルス戦でヒルの起用は増えた。自己ベストとなる3回のレシーブで63ヤードを獲得し1TDを記録、チームは31-9で勝利した。サンクスギビングデーに行われた第13週のアトランタ・ファルコンズ戦では、パントをブロックし、走っては30ヤードのTDラン、3ヤードのTDレシーブを記録しチームは26-18で勝利した。この試合で彼はシーズン4度目のTDレシーブをあげ、QBによる1シーズンでの最多記録を更新した。第15週のマンデーナイトフットボール、インディアナポリス・コルツ戦では、2回42ヤードのレシーブを記録した。このうちの1つはブリーズの歴代通算最多タッチダウンパス記録を更新した541個目のパスである。この試合は34-7で勝利した。
プレーオフではワイルドカードゲームでミネソタ・バイキングス戦に出場すると、QBとして50ヤードのロングパスを成功させた他、ランで計50ヤード走り、レシーバーとして1タッチダウンレシーブを挙げるなどマルチな活躍を見せたが、チームはオーバータイムの末20-26で敗れた。

#### 2020年
2020年3月、セインツはヒルを464万ドル相当となる、1巡テンダーに指定した。4月26日、ヒルはセインツと2年2,100万ドルで契約した。
9週目のタンパベイ・バッカニアーズ戦では、パス2回48ヤード、ランで54ヤード記録し、チームを38-3の勝利に導いた。
10週目にブリーズが負傷すると、11月20日、11週目のアトランタ・ファルコンズ戦でヒルがキャリア初となるQBとしての先発出場をすることが発表された。その試合でヒルは、23回中18回のパス成功で233ヤードを獲得、さらに走っても51ヤードで2TDを記録し、ファルコンズに24-9で勝利した。つづく12週目のデンバー・ブロンコス戦では、2度のラッシングタッチダウンの活躍でチームを31-3の勝利に導いた。13週目のアトランタ・ファルコンズ戦では、232ヤードと初の1試合2パスTDを決め、21-16で勝利した。

#### 2021年
2021年3月14日、先発QBのブリーズが引退を表明したのと同じ日、ヒルは4年1.4億ドルの契約延長にサインした。これはセインツのサラリーキャップを確保するための契約再構築で、2021年のキャップに対しては750万ドルを削減することになり、実質的には1年1,216万ドルでの契約更新であった。
ヒルは、先発QBの座を、ジェイミス・ウィンストンとトレバー・シーミアンと争ったが、チームはウィンストンを先発QBに指名した。QBとして調整を続けていたヒルだったが、結局前年までと同じく第3QBとユーティリティプレイヤーとしての役割を果たすことになった。初めの6試合では、ボールキャリアー、レシーバー、パッサー、そしてスペシャルチームで起用された。その後、チームが4連敗すると、13週目のダラスカウボーイズとのサーズデイナイトフットボールを前に、先発QBに指名された。その試合で、ヒルは7回101ヤードを走ったが、2タッチダウンパス、4インターセプトに終わり、チームは27-17で敗れた。その翌週のニューヨックジェッツ戦では改善し、21回中15回のパス成功で175ヤードを獲得し、レーティング96.3を記録した。走っても73ヤード2TDを獲得し、チームも30-9で大勝した。
11月22日にはセインツと4年4,000万ドルの契約延長を行った。2,250万ドルが保証され、先発QBとしてプレーした場合には最大で9,500万ドルとなる。2022年1月9日のファルコンズ戦ではリスフラン関節損傷を負い、後に手術を行った。

#### 2022年
2022年3月、ポジションがQBからTEに変更された。チームがウィンストンとの再契約に加え、ベテランQBアンディ・ダルトンを獲得したことから、TEのほうがヒルの能力を活かせると考えての判断である。TEとして登録されたが、実際にはワイルドキャットフォーメーションでQBの位置でスナップを受ける役割も担った。1週目のファルコンズ戦ではこの体型から4回のランで81ヤード、1タッチダウンを獲得した。3週目は肋骨の怪我で欠場した。4週目のバイキングス戦より復帰し、ヒルはQBとしてダルトンとスナップ数を分け合った。ショットガン体型からのランでシーズン2つ目のTDを記録した。また試合中にはワイドレシーバーの位置からプレイすることもあった。
39-32で勝利した5週目のシーホークス戦は、ヒルの真骨頂とも言える試合だった。走っては60ヤードのTDランを含む9回122ヤード3TDを獲得し、投げても22ヤードのTDパスを通し合計で4TDを獲得した。スペシャルチームでも出場し、ファンブルリカバーを記録した。2005年のラダニアン・トムリンソン、2008年のロニー・ブラウンに次いで史上3人目となる、ランで100ヤード、3TDと、タッチダウンパスを記録した選手となった。この活躍で、NFCの週間最優秀攻撃選手に選出された。
7週目のカージナルス戦ではシーズン初のTDレシーブを記録した。投げても2回中2回を成功させ48ヤードを獲得した。NFLのベテランアナウンサーであるアル・マイケルズは放送中、ヒルのことをスラッシュ・プラスと表現した。スラッシュとは、キャリアの初期にヒルと同じような起用をされたスティーラーズのQBコーデル・スチュワートのことである。
14週目のバッカニアーズ戦でヒルはTDパスを含む2キャッチを記録し、3回のランで10ヤード、そして投げても22ヤードのパスを決めた。スペシャルチームでの出場に加えて4つのポジションでオフェンスに参加した。
パスをキャッチするポジションで登録されていたのにもかかわらず、このシーズンヒルはキャリア最高となるラン回数(96)、ラン獲得ヤード(575)、平均獲得ヤード(6.0)を記録した。レシーブでは13回ターゲットにされ、9キャッチ77ヤードの獲得だった。

#### 2023年
前シーズンはタイトエンドとして登録されていたヒルだったが、このシーズンでは元のポジションであるクォーターバックに復帰した。この年からリーグで第3QBの取り扱いに関するルールが改定されたが、ヒルのポジション変更はこれに対応したものと見られる。
このシーズンはレシーブでキャリア最高となる33キャッチ、291ヤードを記録した。

#### 2024年
再び登録ポジションをTEに変更した。攻撃コーディネーターがピート・カーマイケルからクリント・クビアックに交代した影響で、これまでにしたことの役割に取り込んでいるとインタビューで答えている。オフシーズンにはスリーポイントスタンスでフルバックの練習も行った。
11週目のブラウンズ戦では一試合8キャッチ、130ヤードラッシング、3タッチダウン、トータル206ヤードを記録した。これは2002年のラダニアン・トムリンソンの記録に並んで現代のフットボールでは二度目の記録である。13週目のラムズ戦でシーズンエンドとなる膝前十字靭帯（ACL）損傷を負った。2024年シーズンは8試合に出場し、23キャッチ187ヤード、走っては39回278ヤードだった。

## 詳細情報

### 年度別成績

#### レギュラーシーズン
| 年度     | チーム   | 背 番 号 | 試合 | 試合 | パス      | パス      | パス      | パス        | パス             | パス | パス | パス          | ラン | ラン        | ラン             | ラン        | ラン | レシーブ | レシーブ    | レシーブ         | レシーブ    | レシーブ | ファンブル    | ファンブル |
| 年度     | チーム   | 背 番 号 | 出場 | 先発 | 成功 回数 | 試投 回数 | 成功 確率 | 獲得 ヤード | 平均 獲得 ヤード | TD   | Int  | レイテ ィング | 回数 | 獲得 ヤード | 平均 獲得 ヤード | 最長 ヤード | TD   | 回数     | 獲得 ヤード | 平均 獲得 ヤード | 最長 ヤード | TD       | ファン ブル数 | ロスト     |
| -------- | -------- | -------- | ---- | ---- | --------- | --------- | --------- | ----------- | ---------------- | ---- | ---- | ------------- | ---- | ----------- | ---------------- | ----------- | ---- | -------- | ----------- | ---------------- | ----------- | -------- | ------------- | ---------- |
| 2017     | NO       | 7        | 5    | 0    | 0         | 0         | 0         | 0           | 0                | 0    | 0    | 0             | 0    | 0           | 0                | 0           | 0    | 0        | 0           | 0                | 0           | 0        | 0             | 0          |
| 2018     | NO       | 7        | 16   | 4    | 3         | 7         | 42.9      | 64          | 9.1              | 0    | 1    | 36.3          | 37   | 196         | 5.3              | 35          | 2    | 3        | 4           | 1.3              | 5           | 0        | 1             | 1          |
| 2019     | NO       | 7        | 16   | 5    | 3         | 6         | 50.0      | 55          | 9.2              | 0    | 0    | 81.9          | 27   | 156         | 5.8              | 30          | 1    | 19       | 234         | 12.3             | 45          | 6        | 0             | 0          |
| 2020     | NO       | 7        | 16   | 8    | 88        | 121       | 72.7      | 928         | 7.8              | 4    | 2    | 98.8          | 87   | 457         | 5.3              | 43          | 8    | 8        | 98          | 12.3             | 21          | 1        | 10            | 3          |
| 2021     | NO       | 7        | 12   | 9    | 78        | 134       | 58.2      | 978         | 7.3              | 4    | 5    | 75.4          | 70   | 374         | 5.3              | 44          | 5    | 4        | 52          | 13.0             | 15          | 0        | 2             | 0          |
| 2022     | NO       | 7        | 16   | 8    | 13        | 19        | 64.7      | 240         | 12.6             | 2    | 0    | 146.3         | 96   | 575         | 6.0              | 60          | 7    | 9        | 77          | 8.6              | 30          | 2        | 2             | 1          |
| 2023     | NO       | 7        | 16   | 7    | 6         | 11        | 54.5      | 83          | 7.5              | 1    | 0    | 109.3         | 81   | 401         | 5.0              | 27          | 4    | 33       | 291         | 8.8              | 36          | 2        | 1             | 1          |
| 2024     | NO       | 7        | 8    | 8    | 2         | 4         | 50.0      | 21          | 5.3              | 0    | 1    | 26.0          | 39   | 278         | 7.1              | 75          | 6    | 23       | 187         | 8.1              | 34          | 0        | 1             | 1          |
| NFL：8年 | NFL：8年 | NFL：8年 | 105  | 49   | 193       | 302       | 63.9      | 2,369       | 7.8              | 11   | 9    | 87.7          | 437  | 2,437       | 5.6              | 75          | 33   | 99       | 943         | 9.5              | 45          | 11       | 17            | 7          |

- 2024年度シーズン終了時
- 太字は自身最高記録

#### ポストシーズン
| 年度 | チーム | 試合 | 試合 | パス      | パス      | パス      | パス        | パス             | パス | パス | パス          | ラン | ラン        | ラン             | ラン        | ラン | レシーブ | レシーブ    | レシーブ         | レシーブ    | レシーブ | ファンブル    | ファンブル |
| 年度 | チーム | 出場 | 先発 | 成功 回数 | 試投 回数 | 成功 確率 | 獲得 ヤード | 平均 獲得 ヤード | TD   | Int  | レイテ ィング | 回数 | 獲得 ヤード | 平均 獲得 ヤード | 最長 ヤード | TD   | 回数     | 獲得 ヤード | 平均 獲得 ヤード | 最長 ヤード | TD       | ファン ブル数 | ロスト     |
| ---- | ------ | ---- | ---- | --------- | --------- | --------- | ----------- | ---------------- | ---- | ---- | ------------- | ---- | ----------- | ---------------- | ----------- | ---- | -------- | ----------- | ---------------- | ----------- | -------- | ------------- | ---------- |
| 2017 | NO     | 2    | 0    | 0         | 0         | 0.0       | 0           | 0                | 0    | 0    | 0.0           | 0    | 0           | 0                | 0           | 0    | 0        | 0           | 0                | 0           | 0        | 0             | 0          |
| 2018 | NO     | 2    | 0    | 0         | 1         | 0.0       | 0           | 0                | 0    | 0    | 39.6          | 3    | 8           | 2.7              | 4           | 0    | 1        | 2           | 2.0              | 2           | 1        | 1             | 0          |
| 2019 | NO     | 1    | 0    | 1         | 1         | 100.0     | 50          | 50.0             | 0    | 0    | 118.8         | 4    | 50          | 12.5             | 28          | 0    | 2        | 25          | 12.5             | 20T         | 1        | 0             | 0          |
| 2020 | NO     | 1    | 0    | 0         | 0         | 0.0       | 0           | 0                | 0    | 0    | 0.0           | 4    | 15          | 3.8              | 10          | 0    | 2        | 5           | 2.5              | 5           | 0        | 1             | 1          |
| 計   | 計     | 6    | 0    | 1         | 2         | 50.0      | 50          | 25.0             | 0    | 0    | 95.8          | 11   | 73          | 6.6              | 28          | 0    | 5        | 32          | 6.4              | 20          | 2        | 2             | 1          |

- 2024年度シーズン終了時

## 私生活
ダグとナタリーの間に生まれた4人兄弟の末っ子である。テイサムの名は地元であるアイダホ州のポカテッロにあるテイサム・ロータリー公園からとられた。
ヒルは末日聖徒イエス・キリスト教会の信者であり、2009年から2011年までオーストラリアのシドニーで布教活動を行った。2014年にエミリー・ニクソンとソルトレイク寺院で結婚している。2020年8月23日は、第一子ニクソンが生まれた。
BYUとNFLでプレーしたラインバッカーのデビッド・ニクソンは妻エミリーの兄で、義理の兄にあたる。